# Movimento della Società per la Pace
Il Movimento della Società per la Pace (in francese: Mouvement de la societé pour la paix; in lingua araba: حركة مجتمع السلم, Harakat mujtamaâ as-Silm) è un partito politico algerino di orientamento islamista fondato nel 1990.

## Risultati
| Elezione          | Voti      | %     | Seggi    |
| ----------------- | --------- | ----- | -------- |
| Parlamentari 1991 | 368.697   | 5,4   | 0 / 231  |
| Parlamentari 1997 | 1.553.154 | 14,80 | 69 / 380 |
| Parlamentari 2002 | 574.967   | 7,75  | 38 / 389 |
| Parlamentari 2007 | 556.401   | 9,71  | 51 / 389 |
| Parlamentari 2012 | 475.049   | 6,22  | 47 / 389 |
| Parlamentari 2017 | 394.833   | 6,12  | 34 / 462 |
| Parlamentari 2021 | 208.471   | 4,52  | 65 / 407 |
| 1. 2.             |           |       |          |